# 崔大林
崔大林（1949年—），汉族，中华人民共和国政治人物、第十一届全国政协委员，辽宁足球队原领队。
加入中国共产党，担任国家体育总局原副局长、党组成员。2008年，当选第十一届全国政协委员，代表体育界，分入第四十三组。并担任提案委员会专委。

## 争议
1995年11月12日，曾经的“十冠王”辽宁足球俱乐部在沈阳五里河体育场以1:2负于广州太阳神后从甲A联赛降入甲B，广州太阳神的辽宁籍主教练张京天在赛后新闻发布会上称“辽宁足球到今天这个地步有很多原因，但崔大林要负主要责任”，时任辽宁省体委主任的崔大林则声称“辽宁队今天的降组，是在为十连冠还债”。